# The Hell Song
«The Hell Song» — второй сингл из альбома «Does This Look Infected?» канадской панк-рок-группы Sum 41.
Песня посвящена другу музыкантов, который умер от СПИДа
«The Hell Song» вошла в саундтрек к фильму Американский пирог: Свадьба.

## Список композиций

### Британский выпуск
1. The Hell Song (album version)
2. The Hell Song (radio edit)

### Американский выпуск
1. The Hell Song (No-spit Intro)
2. The Hell Song (Spit Intro)

## Исполнители
- Дерик «Bizzy D» Уибли — вокал, гитара
- Дэйв «Brownsound» Бэкш — гитара, бэк-вокал
- Джейсон «Cone» МакКэслин — бас, бэк-вокал
- Стив «Stevo 32» Джоз — барабаны, бэк-вокал